# Yulin (Shaanxi)
Yulin is een stadsprefectuur in het noorden van de noordelijke provincie Shaanxi, Volksrepubliek China. Yulin telde in 2004 ongeveer 3,38 miljoen inwoners. Van de oppervlakte van de prefectuur bestaat 42% uit woestijn.